# Eupithecia albiceps
Euphitecia albiceps es una especie de polilla de la familia Geometridae. La especie fue descrita por primera vez por William Warren habiendo sido descrita en 1905, con distribución en el Perú. El holotipo de la especie fue descrita en la Provincia de Carabaya descrita a unos 6500 metros (21 325,5 pies) de altitud.